# Chyptodes dejeanii
Chyptodes dejeanii là một loài bọ cánh cứng trong họ Cerambycidae.